# サントミューゼ
サントミューゼ（santomyuze）は長野県上田市にある複合型文化施設。上田市立美術館と上田市交流文化芸術センターから構成される。2005年に閉鎖された日本たばこ産業上田工場の跡地に、2014年10月2日に開館した。中部建築賞を受賞した。

## 建物概要
- 敷地面積：45,469㎡
- 建築面積：12,309㎡
- 延べ床面積：17,620㎡
- 構造：鉄骨造、鉄骨鉄筋コンクリート造、鉄筋コンクリート造
- 階数：地上5階、地下1階

## アクセス
- 北陸新幹線・しなの鉄道線・上田電鉄別所線 上田駅から 徒歩約7分
- 上信越自動車道 上田菅平ICから 車約15分

## 上田市立美術館

### 歴史
大正時代から上田市を発祥地として、全国に児童自由画教育および農民美術運動を展開した洋画家の山本鼎の顕彰を目的として、1959年に記念館設立推進委員会（堀込義雄委員長）が組織され、各地で募金運動を展開し、上田市による敷地提供、県からの補助金支出も合わせて建設が進み、1962年10月8日、上田城二の丸の上田公園内に上田市山本鼎記念館が開館した。
2014年9月30日に閉館し、上田市立美術館に移行した。

### 施設
- 常設展示室
- 企画展示室
- 市民アトリエ・ギャラリー
- アトリエ
- こどもアトリエ
- ミュージアムショップ
- 中庭

### 主な所蔵作家
- 山本鼎
- 石井鶴三
- ハリー・K・シゲタ
- 中村直人
- 林倭衛
- 倉田白羊
- 村山槐多
- 中川一政
- 足立源一郎
- 田崎廣助
- 神津港人
- 大版画(リトグラフ制作アトリエ「森工房」)

### 利用情報
- 利用時間は午前9時から午後5時まで
- 休館日は毎週火曜日、休日の翌日、年末・年始(12月29日～1月3日)

## 上田市交流文化芸術センター

### 施設・客席数
- 大ホール：1,530席
- 小ホール：320席
- 大スタジオ
- 中スタジオ
- スタジオ1〜4
- 多目的ルーム
- 第1会議室
- 和室
- 市民アトリエ・ギャラリー
- アトリエ

### 利用情報
- 利用時間は午前9時から午後10時まで
- 休館日は毎週火曜日、休日の翌日、年末・年始(12月29日～1月3日)